# Clogher
Clogher est un village du comté de Tyrone en Irlande du Nord.

## Démographie
| Année       | 1841 | 1851 | 1861 | 1871 | 1881 | 1891 |
| ----------- | ---- | ---- | ---- | ---- | ---- | ---- |
| Population  | 702  | 558  | 389  | 242  | 225  | 273  |
| Habitations | 109  | 94   | 79   | 51   | 61   | 59   |